# Persone di cognome Fletcher
| Questa pagina contiene informazioni ricavate automaticamente dalle voci biografiche con l'ausilio del template Bio e di un bot. L'aggiornamento è periodico e automatico e ricostruisce completamente la pagina. Se manca una persona in questa lista, sei pregato di non aggiungerla, ma accertati piuttosto che la sua voce biografica contenga il template Bio e che i dati anagrafici siano correttamente compilati. Se il template Bio manca, inseriscilo tu stesso o, in alternativa, metti l'avviso {{tmp\|Bio}} che ne segnala la mancanza. Se i dati riportati sono sbagliati, correggi direttamente la voce biografica; le modifiche saranno visibili in questa lista entro pochi giorni. Per chiarimenti vedi il progetto antroponimi. La lista contiene solo le 58 persone che sono citate nell'enciclopedia e per le quali è stato implementato correttamente il template Bio. Pagina aggiornata al 22 gen 2025. |

Questa è una lista di persone presenti nell'enciclopedia che hanno il cognome Fletcher, suddivise per attività principale.

## Allenatori di calcio(1)
- Darren Fletcher, allenatore di calcio, dirigente sportivo e ex calciatore scozzese (Dalkeith, n. 1984)

## Ammiragli(2)
- Frank Fletcher, ammiraglio statunitense (Marshalltown, n. 1885 - Bethesda, † 1973)
- Frank Fletcher, ammiraglio statunitense (Oskaloosa, n. 1855 - New York, † 1928)

## Attori(5)
- Brendan Fletcher, attore canadese (Isola di Vancouver, n. 1981)
- Dexter Fletcher, attore britannico (Londra, n. 1966)
- Edward Fletcher, attore statunitense (Boston, n. 1970)
- Elliot Fletcher, attore statunitense (Los Angeles, n. 1996)
- Tait Fletcher, attore, stuntman e artista marziale misto statunitense (Los Angeles, n. 1971)

## Attrici(1)
- Louise Fletcher, attrice statunitense (Birmingham, n. 1934 - Montdurausse, † 2022)

## Attrici teatrali(1)
- Carrie Hope Fletcher, attrice teatrale britannica (Harrow, n. 1992)

## Calciatori(6)
- Ashley Fletcher, calciatore inglese (Keighley, n. 1995)
- Carl Fletcher, ex calciatore canadese (Plymouth, n. 1971)
- Kristian Fletcher, calciatore statunitense (Bowie, n. 2005)
- Peter Fletcher, ex calciatore inglese (Manchester, n. 1953)
- Steve Fletcher, ex calciatore inglese (Wigan, n. 1972)
- Steven Fletcher, calciatore scozzese (Shrewsbury, n. 1987)

## Cantanti(1)
- Fletcher, cantante statunitense (Asbury Park, n. 1994)

## Cantautrici(1)
- Låpsley, cantautrice, musicista e produttrice discografica britannica (Southport, n. 1996)

## Cestisti(3)
- Kevin Fletcher, ex cestista statunitense (Denver, n. 1980)
- Rahmon Fletcher, ex cestista statunitense (Kansas City, n. 1988)
- Tre'Shaun Fletcher, ex cestista statunitense (Wilmar, n. 1994)

## Combinatisti nordici(1)
- Taylor Fletcher, combinatista nordico e ex saltatore con gli sci statunitense (Steamboat Springs, n. 1990)

## Compositori(1)
- Alan Fletcher, compositore e direttore artistico statunitense (Riverside, n. 1956)

## Coreografe(1)
- Anne Fletcher, coreografa, ballerina e attrice statunitense (Detroit, n. 1966)

## Designer(1)
- Alan Fletcher, designer inglese (Nairobi, n. 1931 - Londra, † 2006)

## Drammaturghi(1)
- John Fletcher, drammaturgo inglese (Rye, n. 1579 - Londra, † 1625)

## Etnologhe(1)
- Alice Fletcher, etnologa, antropologa e sociologa statunitense (L'Avana, n. 1838 - Washington, † 1923)

## Fisici(1)
- James C. Fletcher, fisico statunitense (Millburn, n. 1919 - Washington, † 1991)

## Fumettisti(1)
- Jim Fletcher, fumettista e animatore statunitense (Illinois, n. 1930 - Los Angeles, † 2004)

## Giocatori di baseball(1)
- David Fletcher, giocatore di baseball statunitense (Orange, n. 1994)

## Giocatori di football americano(3)
- Jamar Fletcher, ex giocatore di football americano statunitense (St. Louis, n. 1979)
- Simon Fletcher, ex giocatore di football americano statunitense (Bay City, n. 1962)
- Thomas Fletcher, giocatore di football americano statunitense (San Ramon, n. 1998)

## Giornalisti(1)
- J. S. Fletcher, giornalista e scrittore inglese (Halifax, n. 1863 - Surrey, † 1935)

## Judoka(1)
- Benjamin Fletcher, judoka britannico (Reading, n. 1992)

## Modelle(1)
- Maria Fletcher, ex modella statunitense (Asheville, n. 1942)

## Musicisti(1)
- Tom Fletcher, musicista e scrittore britannico (Harrow, n. 1985)

## Nuotatrici(1)
- Jennie Fletcher, nuotatrice britannica (Leicester, n. 1890 - Teeswater, † 1968)

## Poeti(2)
- John Gould Fletcher, poeta statunitense (Little Rock, n. 1886 - Little Rock, † 1950)
- Phineas Fletcher, poeta scozzese (Cranbrook, n. 1582 - Hilgay, † 1650)

## Polistrumentisti(1)
- Guy Fletcher, polistrumentista, cantautore e compositore britannico (Maidstone, n. 1960)

## Politici(1)
- Ernie Fletcher, politico e fisico statunitense (Mount Sterling, n. 1952)

## Sceneggiatori(1)
- Geoffrey Fletcher, sceneggiatore e regista statunitense (New London, n. 1970)

## Sciatori nordici(1)
- Bryan Fletcher, ex sciatore nordico statunitense (Steamboat Springs, n. 1986)

## Sciatrici alpine(1)
- Pam Fletcher, ex sciatrice alpina statunitense (n. 1963)

## Scrittori(2)
- Giles Fletcher il Giovane, scrittore scozzese (Londra, n. 1586 - Alderton, † 1623)
- Giles Fletcher il Vecchio, scrittore scozzese (Canbrook, n. 1548 - Londra, † 1611)

## Scrittrici(3)
- Julia Constance Fletcher, scrittrice inglese (n. 1853 - † 1938)
- Lucille Fletcher, scrittrice statunitense (Brooklyn, n. 1912 - Langhorne, † 2000)
- Susan Fletcher, scrittrice britannica (Birmingham, n. 1979)

## Storici dell'architettura(1)
- Banister Fletcher, storico dell'architettura e architetto inglese (Londra, n. 1866 - Londra, † 1953)

## Tastieristi(1)
- Andrew Fletcher, tastierista e musicista britannico (Nottingham, n. 1961 - Londra, † 2022)

## Tenniste(1)
- Helen Fletcher, tennista britannica (Heanor, n. 1931 - † 2022)

## Tennisti(2)
- Ian Fletcher, ex tennista australiano (Adelaide, n. 1948)
- Ken Fletcher, tennista australiano (Brisbane, n. 1940 - Brisbane, † 2006)

## Tuffatrici(1)
- Caroline Fletcher, tuffatrice statunitense (Denver, n. 1906 - † 1998)

## Wrestler(1)
- Man Mountain Mike, wrestler statunitense (Columbia, n. 1940 - South Berwick, † 1988)

## Senza attività specificata(1)
- Rosey Fletcher, ex snowboarder statunitense (Anchorage, n. 1975)